# 拉内布
拉内布（Raneb）是古埃及第二王朝的一位法老。埃及祭司曼涅托在其所编纂的王表中称其为卡伊靠斯（Kaiechos），并认为其统治了埃及39年。但是，从已经出土的拉内布时期的文物中，并未找到足够的证据支持这一数据。其他王表中则称之为卡靠（Kakau）。一些学者也主张反读“王宫门面”中的象形文字，故而其名读成“那布里”（Nebre）。曼涅托还认为，正是拉内布在埃及引进了对圣羊门德斯的崇拜。
拉内布之名事实上来源于拉神之名（Ra，有时候也写成Re），因此其名字即有“太阳之子”之意；不过直译过来，其意为“拉为吾主”。

## 对拉内布和温内格身份的鉴别
2006年，埃及学学者若尚·卡尔发表文章，认为埃及王表中的一位身份神秘的国王温内格（也被称为瓦吉奈斯或特拉斯）事实上就是拉内布，而温内格只是拉内布的“两女神名”。

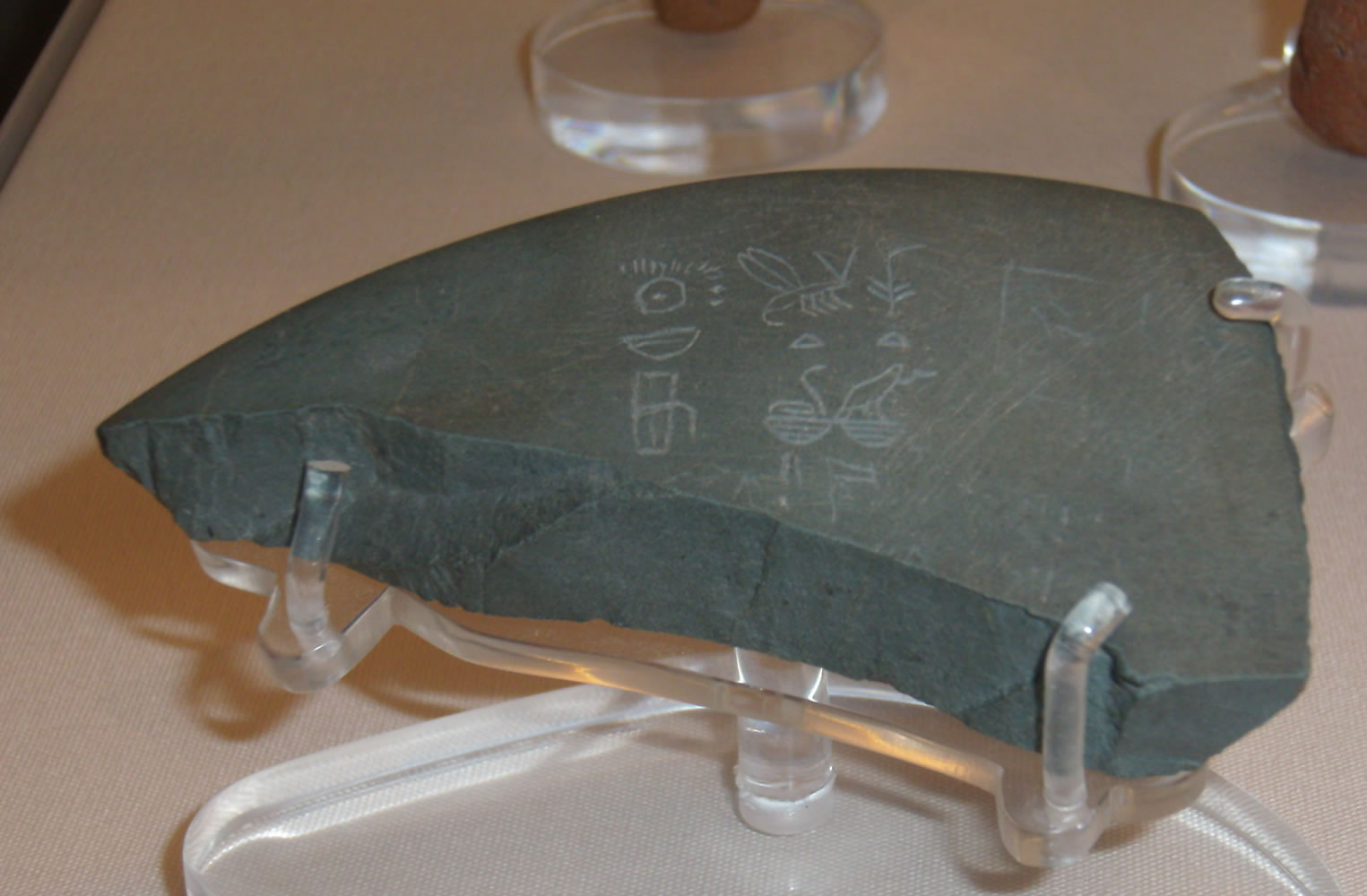
温内格之名被擦除的石碗碎片，藏于大英博物馆

目前，仅在左塞尔的阶梯金字塔和S3014号陵墓所出土的石花瓶上发现了提及温内格的铭文。温内格所生活的具体年代，以及在埃及王表中代表他的王名都还是一个谜。但是若尚·卡尔在研究了一个石碗碎片上的铭文题词后写道：“这片从位于乌姆·卡伯的P号陵墓中发现的、早已为人所知的铭文碎片为我们提供了揭开诸多与温内格相关的谜团的钥匙。”在该铭文中，尼内特吉之名的朝向与拉内布之名相反，并且在镌刻其名的地方，拉内布的名字被部分地擦除。通过仔细检查该铭文，若尚·卡尔发现事实上，尼内特吉之名还写在了温内格名字之上，这种掩盖的痕迹是可辨别的——相同的伎俩还在该名字的左上角和右上角被发现。由此可知，尼内特吉尔是温内格的继承者，而该残片的原铭文镌刻的是上一位法老的荷鲁斯名——“拉内布”和两女神名——“温内格”。
就此，卡尔认为温内格的荷鲁斯名一定是“拉内布”，其身份即为古埃及第二王朝的第二位法老，其继承人为尼内特吉。